# Shōnai
Shōnai (庄内町?) è una cittadina giapponese della prefettura di Yamagata.